# تشاك كلوز
تشارلز طوماس كلوز (بالإنجليزية: Charles Thomas Close)‏، ولد في 5 يوليو عام 1940، هو فنان ورسام ومصور أمريكي حقق شهرة كمصور، عبر مجموعة من صور المناظر الطبيعية.

## روابط خارجية
- تشاك كلوز على موقع IMDb (الإنجليزية)
- تشاك كلوز على موقع الموسوعة البريطانية (الإنجليزية)
- تشاك كلوز على موقع مونزينجر (الألمانية)
- تشاك كلوز على موقع إن إن دي بي (الإنجليزية)
- تشاك كلوز على موقع ديسكوغز (الإنجليزية)
- تشاك كلوز على موقع قاعدة بيانات الفيلم (الإنجليزية)